# The Lyin' Mouse
Pour plus de détails, voir Fiche technique et Distribution.
The Lyin' Mouse est un film américain d'animation réalisé par Friz Freleng, sorti en 1937.
Produit par Leon Schlesinger et distribué par Warner Bros., ce cartoon fait partie de la série Merrie Melodies.

## Synopsis
Une souris grise essaie de se libérer d'un piège lorsqu'un chat noir et blanc arrive. La souris, désespérée, demande au chat s'il a entendu l'histoire du lion et de la souris. Comme le chat dit ne pas la connaître, la souris lui raconte une version de son cru.
Alors qu'un lion effraie tous les autres animaux par son cri, une souris imite son rugissement avec une trompe et s'en amuse. Le lion, énervé, l'attrape. La souris plaide pour sa vie. Le lion accepte de la lui laisser car il est distrait par la  promesse de plus grosses prises. Mais il s'agit de pièges disposés par un captureur de fauves. Le premier est un piège à loup avec dedans un poulet rôti. Le lion réussit à s'en emparer grâce à une prompte action. Mais le poulet contient une tapette à souris qui lui pince la truffe. Le second piège consiste en un agneau attaché à un arbre, avec un panneau recommandant de le ramener libre chez lui. Le lion voit cependant l'autre panneau indiquant que c'est un piège (numéro 5) et il s'en va. L'agneau, atterré, le retient par la queue, puis lui fait découvrir par une succession de panneaux tous les avantages à le manger. Le lion, convaincu, s'en empare, mais il déclenche alors un gant de boxe automatique qui l'assomme. Aussitôt après, le captureur de fauves le ligote et pose fièrement devant un parterre de photographes. 
Le lion se retouve dans un cirque avec son dompteur qui fait un numéro où il met sa tête dans la gueule du lion et... le contraire ! Alors qu'il se morfond une nuit dans sa cage, le lion est libéré par une souris qui découpe dans un côté de la prison un trou à la taille exacte de la silhouette du lion.
Le chat est ému aux larmes par cette histoire et il libère la souris, lui donne le morceau de fromage du piège. La souris le prend et s'enfuit dans son trou dans le mur, se retourne pour crier au chat « Imbécile ! ». Le chat bondit, mais trop tard et il s'aplatit contre le mur.

## Fiche technique
Source IMDb
- Titre original : The Lyin' Mouse
- Réalisateur :  Friz Freleng
- Scénario : Tedd Pierce
- Production : Leon Schlesinger
- Société de production : Leon Schlesinger Studios
- Montage : Treg Brown
- Musique : Carl W. Stalling
- Pays de prouction : États-Unis
- Distribution : États-Unis :
  - Warner Bros. , 1937, au cinéma
  - Associated Artists Productions (AAP), 1956, télévision
  - Warner Home Video, 2012, DVD
- Genre : court métrage de dessin animé comique
- Durée : 7 minutes
- Format : 1,37:1 - 35 mm - couleur (Technicolor) - son mono - procédé cinématographique : sphérique
- Dates de sortie : 
  - États-Unis : 16 octobre 1937
  - États-Unis : 22 décembre 1945 (nouvelle sortie)

### Animation
- Ken Harris : animateur

Absents du générique :
- Cal Dalton : animateur
- Robert McKimson : animateur
- Phil Monroe : animateur
- Griff Jay : maquettiste
- Art Loomer : superviseur d'arrière-plan

## Musiques
Source IMDb
- Congo

Musique par M.K. Jerome
- The Little Old Fashioned Music Box

Écrite par George W. Meyer, Pete Wendling et Mack David.
- How Could You?

Musique par Harry Warren
- Too Marvelous for Words

Musique par Richard A. Whiting.
- Am I Blue?

Musique par Harry Akst.
- Old King Cole

Musique par Richard A. Whiting.
- Yankee Doodle

Musique et chant patriotiques traditionnels.

## Distribution
Voix originales (Source IMDb) :
- Mel Blanc : le chat
- Billy Bletcher : le lion
- Bernice Hansen : la souris